# ビー・バップ・ハイスクール (1985年の映画)
『ビー・バップ・ハイスクール』は、漫画『ビー・バップ・ハイスクール』を原作とした1985年12月14日公開の日本映画。きうちかずひろの人気コミックの実写版。ヒロシ&トオルに清水宏次朗、仲村トオル、マドンナ・今日子に中山美穂が扮して巻き起こす、ギャグとアクション満載の痛快青春映画。

第1作となる本作品のヒットを機にシリーズ化され、1988年まで全6作品が制作され"不良映画"の金字塔的作品となった。また、日本映画史上最も成功した漫画原作映画の一つといわれる。

## ストーリー
私立愛徳高校は、過去においては県下でも東大合格者数1位争いを繰り広げるほど超優秀な有名進学校だったが、近年の入学者数の減少により4～5年くらい前から多少偏差値の低い生徒も受け入れるようになったため、今となっては全体的に学校のレベルは低下する一方。その中でも一際目立っているのは、加藤浩志ことヒロシ（清水宏次朗）と中間徹ことトオル（仲村トオル）の落ちこぼれヤンキー2人組。本来だと2人は3年生に進級するはずだったが、この年の春に留年（ダブり）が決定し2年生を繰り返すことになった。彼らは1学年下だった学校全体の憧れ的存在である美少女・泉今日子（中山美穂）と同じクラスになり、2人は今日子を巡って何かと喧嘩を繰り返すようになる。そう！この2人こそ3度のメシより喧嘩好きとも言えるほど学校内外で他校の生徒と喧嘩ばかりを繰り返しているが、女にはまるきり弱い。そして、ヒロシとトオルの前に、舎弟分になりたいと言ってきた同じクラスの兼子信雄ことノブオ（古川勉）や、転校生の横浜銀一（八巻保幸）と赤城山忠治（小林啓志）が集まり、3人に戸惑わされつつも賑やかな毎日を送る。そんな頃、愛徳高校に入学したばかりの1年生・大前均太郎（鎌田伸一）とその取り巻き数人は、たった1週間で他の中学校から集まってきた不良連中らを力で制圧し、天下を取る。均太郎らは2コ年上のヒロシとトオルの存在はずっと以前から知っていたが、2人はてっきり3年生だと思い込みダブっていた事は知らないため、2年生も自分たちの勢力下に置こうと目論む。
そんなある日、屋上でサボっていたヒロシとトオルのもとへ今日子がやってきた。午後からクラス対抗のサッカーの試合があるが、メンバーが足りないため2人に出場してくれるよう頼む。サッカーのルールも知らない2人ははじめこそ拒否するが、今日子の熱い説得により渋々参加を承諾する。その対戦相手は、奇しくも均太郎がいるクラスであった。均太郎は2人が目の前にいるとも知らず、ここぞとばかりに喧嘩を吹き掛けてくるが、2人は今日子に気に入られようとはじめこそ真面目にサッカーの試合に挑むも、均太郎らはお構いなしに試合中にもかかわらず殴ってくる。頭に血が上った2人は仕返しを決意し、遂にはサッカーの試合というより双方の乱闘騒ぎに発展するのであった。サッカーの試合結果こそヒロシらの勝利となるが、その騒ぎを聞きつけた教師らによって遂にヒロシとトオルがダブっていた事、そしてとんでもない相手に喧嘩を吹き掛けたことが均太郎たちにも知られる事となり、最終的には均太郎らもヒロシたちの舎弟入りする事となった。
ヒロシとトオル、そして今日子との充実した学校生活も馴染んできた中、今日子は家族が主催する自分の17歳のお誕生会にヒロシとトオルを招待する。はじめこそは今日子とその家族の前で猫かぶっていた2人だったが、家族からはまるで腫れ物を扱うような白い目で見られ、2人はそれに居た堪れなくなり、遂には今日子の実家にある酒蔵でトラブルを起こしてしまう。それで自暴自棄になった2人はこの日以来今日子の前で大人しくするのをやめ、他校の不良グループらと喧嘩ばかりの毎日を送るようになった。ある日いつものように自分たちに因縁を吹き掛けてきた連中に喧嘩を起こすが、少年課の刑事・島崎巡査部長こと鬼島（地井武男）に検挙されてしまう。何とか釈放された2人であったが、鬼島によって自分たちの喧嘩した連中がとんでもない相手だった事を暴露されてしまう。その相手こそ、悪名高き学校で知られる戸塚水産高校の生徒だった。この喧嘩が引き金となり、「ヤクザ養成所」とも呼ばれる戸塚水産を牛耳るヘビ次・ネコ次こと中村竜雄・虎雄兄弟（小沢仁志・木下秀樹）に追い込みをかけられトオルとヒロシは身を隠すが、今日子が戸塚水産の連中に拐われ、遊園地にある観覧車の中に拉致され散々殴られた挙句、髪をボロボロに切られてしまう。それがもとで今日子は両親らによって転校を余儀なくされた。その事を女ツッパリの順子（宮崎ますみ）から知らされ、頭に血が上った2人は復讐を決意。今日子の仇を討つべく、ヒロシとトオルはヘビ次・ネコ次相手に戸塚水産に乗り込み、ノブオや均太郎ら仲間を引き連れて戸塚水産の多数の取り巻きたちを襲撃したうえで、最終的には「ヒロシとトオル VS ヘビ次とネコ次」の直接対決ののち2人は全身ボロボロになりながらも遂には兄弟を倒し、見事勝利を収めたのであった。
後日、女子高に転校した今日子からヒロシとトオル宛てに手紙が届く。早速会いに行く2人であったが、女子高の校門前でも相変わらず今日子を巡って2人の対立は続くのであった。
原作収録エピソード
1〜2、4巻参考
- 1 舎弟志願者試練編(2巻)
- 2 第2次頭髪抗争(1巻)&非行化傾向対策編(1巻)
- 3 愛徳侵攻作戦(2巻)
- 4 高校与太郎狂想曲(ラプソディー)(4巻)
- 5 高校与太郎哀歌(エレジー)(4巻)

## キャスト

### 愛徳高校
- 中間徹（2年F組） - 仲村トオル
- 加藤浩志（2年F組） - 清水宏次朗
- 泉今日子（2年F組） - 中山美穂
- 三原山順子（3年） - 宮崎ますみ
- 兼子信雄（2年F組） - 古川勉
- 横浜銀一（2年F組） - 八巻保幸
- 赤城山忠治（2年F組） - 小林啓志
- 大前均太郎（1年C組） - 鎌田伸一
- 山守純次（ジュン） - 神谷潤
- 土井新平（シンペー） - 松田幸児
- 岩本裕尊 - 塚本剛史
- 山本先生 - 草薙幸二郎
- 馬場先生（数学教諭） - 阿藤海

### 戸塚水産高校
- 中村竜雄（ヘビ次） - 小沢仁志
- 中村虎雄（ネコ次） - 木下秀樹
- 江藤 - 土岐光明
- 川崎 - 湯田邦晶

### 立花商業高校
- 菊永淳一 - 石井博泰
- 郷ミノル - 森一馬
- 伊藤 - 富士原恭平

### 北高校
- 前川新吾 - 瀬山修

### その他
- 島崎刑事 - 地井武男
- 兼子晶子（ノブオの姉） - 一色彩子
- 泉圭子（今日子の母） - 岩本多代
- 黒木（たこ焼き屋） - 本間優二
- 浅田（戸塚水産教師） - 木村健吾
- 補聴器の老人 - 田中春男
- 泉義雄（今日子の父） - 小鹿番
- 内職のおばさん - 石井富子
- 順子の祖父 - 増田順司
- 中間はな（トオルの祖母） - 原泉
- 高井雅代
- 小田木望
- 山岸もえ
- 梅野浩
- 阿部雅彦
- SALLY（デパートの屋上）

## スタッフ
- 監督 - 那須博之
- 企画 - 長谷川安弘（ウイングス・ジャパン）
- プロデューサー - 黒澤満、紫垣達郎
- 原作 - きうちかずひろ (講談社刊)
- 脚本 - 那須真知子
- 撮影 - 森勝
- 照明 - 野口素胖
- 録音 - 橋本文雄
- 美術 - 大嶋修一
- 編集 - 山田真司
- 助監督 - 鹿島勤
- 製作担当 - 望月政雄
- 音楽 - 渡辺博也
- 音楽プロデューサー - 高桑忠男、市川道利
- 音楽プロデューサー補 - 古見正
- 主題歌 - 中山美穂「BE-BOP-HIGHSCHOOL」（キングレコード）
作詞：松本隆 作曲：筒美京平 編曲：萩田光雄
- 挿入歌
  - WALTHER「男の値打ち」
  - WALTHER「KICK AND RUSH」
- キャスティング - 飯塚滋
- 記録 - 内田絢子
- B班撮影 - 田村輝行
- 助監督 - 薬師寺光幸、伊藤正治、中田秀夫
- 撮影助手 - 井上明夫、中尾正人、西久保維宏
- 照明助手 - 鳥越正夫、金子雅勇、田淵信之、久道雅弘、鎌須賀健、白岩正嗣
- 録音助手 - 細井正次、岩倉雅之
- 音響効果 - 斉藤昌利
- リーレコ - 河野兢司
- 撮影効果 - 平山茂
- 編集助手 - 川原弘志
- ネガ編集 - 岡安和子
- 美術助手 - 黒瀬弥生子
- 装飾 - 小池直実、土屋栄次、大野俊哉
- 装置 - 斉藤和弘
- 技闘 - 高瀬将嗣 (高瀬道場)
- カー・スタント - TA・KA
- 刺青 - 河野弘
- 衣裳 - 越智雅之
- メイク - 中元睦子、長岡英子
- スチール - 久井田誠
- 製作宣伝 - 西村好文、近藤正岳
- 演技事務 - 鎌田賢一
- 製作進行 - 竹内正樹、多田野貴裕
- 録音スタジオ - にっかつスタジオセンター
- 衣裳 - 第一衣裳
- 器材 - 日本映機
- 特機 - NK特機
- 車輛 - 富士映画
- 現像 - 東映化学
- 協力 - 静岡鉄道、清水駅前銀座商店街振興組合、静ごころ醸造元三和酒造、建設省宮ヶ瀬ダム工事事務所、よみうりランド、adidas、日本武道協会、アートコーヒー、HAKKA1/2、國士館大学言道部
- 配給 - 東映、東映セントラルフィルム
- 製作 - セントラル・アーツ

## 撮影協力
- 静岡鉄道
- 清水駅前銀座商店街振興組合
- 静ごころ醸造元三和酒造
- 建設省宮ヶ瀬ダム工事事務所
- よみうりランド
- アディダス
- 日本武道協会
- アートコーヒー
- HAKKA1/2
- 国士舘大学言道部

## 製作

### 映画化経緯
ウイングス・ジャパンの社長でディレクターズ・カンパニー（ディレカン）の副社長でもあった長谷川安弘が原作に目をつけ、東映に企画を持ち込み、薬師丸ひろ子主演の『野蛮人のように』の併映作を探していた原田宗親東映配給部長、黒澤満セントラル・アーツ代表（東映ビデオ取締役）、鈴木常承東映常務取締役とで協議しゴーサインが出た。岡田茂東映社長は「東西の撮影所が作る作品は、長年の伝統からおのずと滲み出る独得の匂いがあるから、東映の体質にないような作品を作るために洋画配給部の原田（宗親）にあえて映画製作に取り組ませた」などと述べている。
きうちかずひろの元へは東映の前に、にっかつと日本テレビから映像化の話があったが、にっかつからは「コメディタッチの明朗青春映画的なものを作りたい」と言われ、ロマンポルノイメージもあって気が進まず、日本テレビはバラエティ制作班から「バラエティ乗りでドラマを」という申し出が気に入らず流れた。きうち自身としては「東映か、ディレカンあたりに映画化してもらえないかなあ」と思っていたところ、ディレカンの長谷川副社長から「お会いしたい」と言われ福岡で会った。するとディレカンと一緒にセントラル・アーツの黒澤プロデューサーも同席し、両方合体したきうちの希望通りのお話で、黒澤から名刺をもらうと「黒澤満というと『探偵物語』(の本編)が終わった途端、タイトルロールに出てくる名前の人だ!」と驚いた。元々、きうちは東映の『仁義なき戦い』の大ファンで、嫌というほど観ていて、「『ビー・バップ・ハイスクール』も、端々にいろんな影響が出ている」と公言するほどで、これはこっちとしては理想的な環境と、「細かいことは言わずに黒澤さんにお任せします」とセントラル・アーツに映画化を預けたと話している。
まだ原作がヒットする前に高瀬将嗣が、某撮影所の関係者に本作の映画化を薦めたところ「『嗚呼!!花の応援団』（1976年日活）の二番煎じもいいところ」とまともに取り合わなかったというが、黒澤は『嗚呼!!花の応援団』製作当時の日活の撮影所長であった。

### スタッフ選定
黒澤は原作を読みながら自身が日活の撮影所長時代に採用した那須博之を思い出し、那須は当時ロマンポルノを撮っていたが、本来はアクション物が好きと言っていたのを覚えていて、那須がちょうどフリーになろうとしていたため、声をかけると「せひ、やりたい」という返事をもらい、岡田茂東映社長に「那須博之は力があります」と本作の監督を推薦した。岡田は「ヤング番組はよく判らない」と口を出さず、黒澤を信頼し那須の抜擢を承認した。黒澤は脚本の那須真知子もテレビドラマ『探偵物語』でのハードボイルドタッチのホンも非常に上手く、夫の那須同様、興味を持っていたため、脚本も那須真知子に決めた。アクション監督には那須博之が高瀬道場主宰・高瀬将嗣を指名した。プロレスファンの那須は『美少女プロレス 失神10秒前』（1984年）で、主演の山本奈津子と小田かおるの二人に本格的にプロレス技を仕込んでくれた高瀬の指導を高く買っていた。
1970年代後半からの大作路線でプログラムピクチャーは踏みつけられ、1980年代に入り東映本体は模索が続き、東映の一セクションである東映セントラルフィルムが、松田優作主演映画や、石井聰亙作品、『竜二』などを次ぎ次ぎにプロブラムに乗せ、本家東映から消えかけていた"不良性感度"を死守していた。東映セントラルの中核プロデューサーである黒澤が那須を監督に抜擢し、黒澤がいたから『ビー・バップ・ハイスクール』で那須は力を示す場を与えられた。黒澤は那須を迷走させることなく、コントロールできるプロデューサーであった。
スタジオ撮影はにっかつ撮影所で、4人の助監督のうち2人をにっかつから出すことになり、那須博之監督の東大の後輩・中田秀夫はにっかつに入社直後だったが、本作の助監督に就いた。これが縁で2作目、3作目や、多くのセントラルアーツ作品の助監督に就き、中田はほぼ東映で助監督修行した。

### 製作費
直接製作費1億1000万円。出資配分、東映セントラルフィルム40％、ウイングス・ジャパン、セントラルアーツ各30％。

### オーデイション
マドンナ・泉今日子役は、原作を提供する講談社からの商業的要請で、当時女優デビュー間もないにもかかわらず、すでに絶大な人気を得ていた中山美穂が起用された。中山以外の主演俳優・ヒロシ&トオル役を選ぶにあたり、当初は方々の事務所に声をかけたが、那須監督は、異業種からのキャスティングや新人の起用にこだわりがあり、主演にテレビでよく観るタレントを起用することを嫌ったため、途中から既存の俳優よりも新しい俳優を選んだ方がいいという意見が那須ときうちから出て、主演は一般公募を行うことになった。『週刊ヤングマガジン』の協力を得て、ヒロシ&トオル役には5963人の応募があり、書類選考の経て100人ぐらいを選び面接した。参加者は履歴書に過去の非行歴や趣味はケンカと書いてくる輩や、本物のツッパリ、現役暴走族が集結し、選考会場でガンのくれあいとばしあい、待ち時間に喧嘩が始まったり、事務所の壁に穴を空けたりのハチャメチャさで、オーディションの段階で既に『ビー・バップ』の世界観を再現した。出演の契約書には「もし喧嘩をしたら制作費を全額支払う」のような喧嘩禁止の特記事項が設けられていたといわれる。黒澤と那須で話し合い、映画だけのことを考えたら、本物の不良でもいいかもしれないが、原作が非常に人気があり、選ばれた俳優はこの役で注目されることが予想されたため、次の機会に繋げることのできるまともな男を選ぼうと決めた。このオーディションで10人ぐらいに絞られ、東映本社で1985年9月初めに最終選考があった。
加藤浩志役を勝ち取った清水宏次朗、中間徹役を勝ち取った仲村トオルの新人アクター二人は、共に本作出演をきっかけにスターダムを駆け上った。
清水は歌手として芸能界にデビューし4年目の21歳。所属事務所の資金が枯渇してライブツアーができなくなり、事務所を通じてライブツアー復活のためのギャラ目当てでオーディションに参加し、「マネージャーに騙された」と話している。清水自身は原作漫画の『ビー・バップ』シリーズの存在を知らず、内容が学生ドラマだと聞くとかつてのヒット作であるドラマ『ゆうひが丘の総理大臣（NTV）』『3年B組金八先生（TBS）』などの青春学園モノを勝手にイメージし、主演の教師役だとばかり思い、不良の猛者どもを見て「こいつらを束ねる先生か。大変だな～」と思いながらオーディションを受けていた。合格後に改めて黒澤プロデューサーに「僕、何役ですか?」と訊ねると「お前、漫画見てないのか!」と単行本の表紙を掲示され「お前はコッチだ!」とヒロシ（加藤浩志）の方を指差されて初めて不良学生役であることを知った。「20歳越えて学ラン着れるかよ」と思いながら、もう嫌とも言えないし、涙ながら短ランを着た。黒澤は清水のキャスティング理由を「清水は『早春物語』に出演していたのですが、そのシーンはカットされ、彼の声だけ起用したんです（ノンクレジット）。それで悪いことをしたと思っていたので彼に『次"ビー・バップ"っていうのをやるけど、やるか？』と聞いたら『やります』って言うんで決めたんです。彼は少々不良っぽい雰囲気を持っていました」と述べている。
当時不仲説が囁かれていたダブル主演を務めた中間徹役・仲村トオルとの関係を聞かれると苦笑いしながら一言「合わないですね」と答えた。劇中では同級生の設定だが実年齢は清水の方が1つ年上であった。
中間徹役を勝ち取った仲村トオルは、当時専修大学文学部在学中。それまで芸能活動は全く未経験であり、本作が芸能界デビュー作品である。本屋にたまたま求人情報誌を買いに行ったら、立ち読みした『ザテレビジョン』に小さく「映画の主役2人を公募しています」という記事を見て、「面白そうだな」と思い、何となくオーディションに参加した。履歴書に「日本映画のため。ちゃんちゃん。東映のため。本気」と記入。この大胆不敵な履歴書が功を奏し、書類審査を突破した。原作は読んでおらず、ヤンキー漫画の映画化とは知らなかった。劇中のキャラクター“中間徹”と本名が似ていたこともオーディション合格の一因となったことが後にヤンマガ編集者によって語られているが、決定的となったのは原作者のきうちが「自分が思い描く“中間徹”像にイメージがピッタリ」と言ったこと。このオーディションは、「本物のツッパリの人もたくさん来ていて、僕みたいな普通の大学生みたいなのからすると目線が怖かったですよ、帰りに因縁つけられそうになったり」と後に自身のニッポン放送でのラジオ番組にて語っている。 那須監督はトオル役は石井博泰を推していたといわれるが、石井が「長ぇセリフ覚えられねぇよ」と言うので「じゃぁ、番長の菊永で良いや」と菊永淳一役にスライドしたと石井は話している。黒澤は、原作が好きで青春の記念に映画に出てみたいというタイプの子ばかりの中で、真剣に俳優を目指す子はいないかと探していたところ、「仲村だけが『僕は不良をやったことがない』と真面目に言うので、全部見た中では悪くないなと思い、将来的に役者をやる意識があるなら採用してもいいが、と仲村に聞いたら『役者やりたいです』と言うので那須に相談したら、那須が賛成したため採用を決めた」と話している。仲村は俳優としての将来性はともかく、ツッパリ性では弱く、記者会見ギリギリでの決定であった。初めて仲村に引き合わされた高瀬将嗣は、チェッカーズみたいなサラサラヘアをなびかせたマジメを絵に描いたような仲村を見て軽い眩暈を覚え「ああ、この映画は終わったな」と思ったと述べている。
本作で仲村の舎弟・ノブオ役で仲村と共演した古川勉は本作をきっかけに仲村を慕い、ニッポン放送「仲村トオル待たせてゴメン」のセミレギュラー出演者として仲村と2人で番組パーソナリティーを務めることもあった。
二人に絡むスケバン三原山順子役には宮崎ますみが、マドンナ・泉今日子役は、当時人気絶頂の中山美穂が起用された。中山は撮影当時は15歳で主題歌も担当。女優デビューだった1985年1月～3月放送のTBS系ドラマ『毎度おさわがせします』のツッパリ少女役でブレイク、以降連続してドラマ出演が続き、本作がスクリーンデビュー作として話題を呼んだことから、『ビー・バップ』は、中山主演のアイドル映画と見られる向きも少なくなく、当初は中山の初主演作として宣伝された。中山は本作で小沢仁志演じる戸塚水産高校の番長・へび次に観覧車の中で髪を切られるという壮絶なシーンで、自分を取り囲んで威嚇する本物の不良たちに恐怖を覚え、「もう出たくない」と訴え、徐々にシリーズからフェードアウトした。清水は「美穂は小沢が役者だって分かっていたけど、小沢の周りにいた人間が現役のバカばっかりだったから、ほんとうに怖かったみたい。撮影のとき、本気で泣いていた」、小沢は「観覧車から降りるとき、中山は『映画なんて大っ嫌い！』って騒いでいた」と話している。中山は超人気アイドルではあったが、当時の映画スタッフにしたらTVは映画より下という意識があり、「小娘がなんぼのもんじゃい」みたいな感じで誰も全然気を遣わず、那須監督が撮影前に小沢に「中山は芝居ができないから、いいか本番はマジでぶん殴れ」と指示した。数年後、小沢が那須と飲んだとき、那須から「中山美穂は映画全然やらないな。お前がビンタしたからじゃないか？」というので、「やれって言ったのはお前だろ！」と思ったけど那須は全然覚えてなかったという。中山美穂はこの撮影がトラウマになり、「もう出たくない」と二作目の出演を拒否。黒澤プロデューサーが説得して二作目は出演したが、以降映画を敬遠したといわれる。中山はツッパリの男の子が昔から嫌いで、『週刊平凡』で「『ビー・バップ・ハイスクール』でたくさん登場するタイプ。あれはダメ」と述べている。脚本の那須真知子は「女優さんの出入りが大変でした。だって一作目に出て、もう出ないと言っていたのに、出ることになったり、また帰ってきました、みたいな話を展開させなくちゃいけないわけで、そういった面ではすごく大変でした。ある役者さんの撮影期間が三日しかないとか、役者の都合に合わせるのが大変でした」と述べている。
小沢仁志は、アマチュアが多い中、数少ないプロの役者で他の出演者とは気迫が違った。小沢は「オーディションは凄まじかったな。オーディションには役者もいたんだけど現場に行ったらいないんだもん(笑)。出演者はほとんど現役ヤンキー。だからスタッフは地井武男さんだけ気を遣って、後は誰も気を遣ってもらえなかった」「那須監督の演出の指示は全く俳優に伝わらず、えんえんと芝居をやらされた」などと話している。清水と仲村は学ランの中にプロテクターを仕込んでいたが、小沢は学ランの前を開けて闘うため、腹にサラシを巻いただけで、パンチキックを直接体にもらい続けたが音を上げなかった。脇役だった小沢は「当時の東映宣伝部の俺らに対する扱いはひどかった。ホテルとかで会見するときだって、俺らだけ『おまえらはこっちだ！』って、貨物エレベータで移動したんだもん」と話している。

### 脚本
脚本の那須真知子は優等生で『愛と誠』の世界でしか不良を知らず。不良は正しい人だと思っていたが、本作に関わって初めて正しくないことが分かったという。「脚本は最初、一色伸幸君の予定で、一色君が外国に行っていたので自分に回って来たと思う」と話している。那須は「女の人が書いた不良映画だから意外に良かったんじゃないかという気がします。女って男をちょっと理想化するところがあるから、男のリアリズム、いやらしさというか、そういうのを書かないから、だから良かったんじゃないかな。半分原作のエピソードを使って半分はオリジナル。きうち君から見れば、不良の生臭さが足りないと感じていたんじゃないですか。リアルに不良の出身だから。元不良と生徒会長、そりゃ違いますよね(笑)。きうち君が原作で描いていた不良の言葉でもずいぶん使い方を誤ったことが多々あって、知らないで使って後で赤面したことが結構ありました」と述べている。秋本鉄次は「私がいないとあんたたち、もっとバカになるから！」という泉今日子のセリフは女性でないと書けないと評価する。那須真知子は「私たち（那須夫妻）の原点は『けんかえれじい』。それを現代でやりたいというのが『ビー・バップ・ハイスクール』だった」などと述べている。那須博之も「60年代の『けんかえれじい』、70年代の『嗚呼!!花の応援団』、80年代に『ビー・バップ・ハイスクール』を10年目の節目になる映画として作ってみたい」と話していたという。またきうちも映画青年で、コミックにこだわらず、映画を面白くするためのアイデアを次々提供した。

### 撮影
同時上映が、当時飛ぶ鳥を落とす勢いだった薬師丸ひろ子主演の『野蛮人のように』だったことで、フリーになって初監督だった那須は、アイドル映画の添え物扱いにされるより、一発逆転を狙い「原作はあくまで原作として、映画は純然たるエンタテインメントとして成立しなくてはならない。だから娯楽色を徹底して強調したい。車やバイクを殆ど使わず、たくさんの不良学生たちが体を張って、生身の肉体だけで信じられないアクションを展開する群集劇を撮る。ほんとうのアクション映画を蘇生させたい」と決意した。高瀬は那須に「原作そのままやればいいんじゃないの？」と進言したが、那須は聞かず、「ツッパリたちの肉体のぶつかり合うエネルギーが建物破壊まで及ぶ凄さ、昔のバスター・キートンが見せたスラップスティックの極致を集団でやる凄さを観客に一緒になって楽しんでもらいたい」と話したという。
映画はその通りの人智を越えた超絶アクションの連続。技斗担当・高瀬将嗣指導によるリアルな打撃ファイトと那須演出の融合によって生まれた荒唐無稽なシーンの数々はもはや伝説。語り草になっている走る列車からの川へのダイブ、役者たちが中で乱闘を繰り広げているプレハブ小屋をパワーショベルで破壊し、段取りを聞かせてもらっていない役者が本気で逃げ惑う、雨中のタイマン勝負で仲村が小沢に、当時ブームだったプロレス技・バックドロップを決め、ノーマットで地面に叩きつけられた小沢は意識が飛ぶ、那須監督によるドS演出は徹底徹尾貫かれ「病院送り上等」の精神で、若いエネルギーが弾け、ジャッキー・チェンにも比肩しうる和製スーパーアクション、80年代型集団活劇を完成させた。清水は三度、脳震盪を起こし、「いつ死んでもおかしくないぐらいの現場だった」と話した。現在では鉄道会社から撮影許可が出ないといわれる鉄橋ダイブを始め、迫真のけんか場面は現在では撮影不可能といわれる。80年代に入って一挙に加速したヤワな日本映画の中で、これらのアクションシーンは当時の不良だけでなく、ジャッキー・チェンやJAC、プロレスファンの心もガッチリ掴み、究極の活劇映画、最後の不良性感度映画として伝説の存在となった。また学園アクション映画は暫く作られておらず、80年代日本映画に突如出現した学園アクション映画とも評された。黒澤プロデューサーは「現場に任せるしかない」と腹をくくり、とんでもない事態が起きたら責任を取る覚悟で好きにやらせた。

#### 技斗
前代未聞のスタントを設計し、実現させたのは国士舘高時代に殺しと強姦以外のワルはたいていやったという伝説の不良、高瀬道場主宰・高瀬将嗣。技斗シーンの現場は高瀬が仕切った。現役不良少年に理詰めの技斗を教え込む時間がなく、高瀬は那須にアクションシーンに当てるふりではなく、リアル・ヒッティング（フルコンタクト）を進言した。「そんなことが出来るの？」と那須は感激していたという。ケンカのシーンは顔以外の部分である両腕と脛にサポーター、胴体に少年野球の捕手用プロテクターを仕込んで、バッツンバッツン殴り合わせた。この顔以外フルコンタクト方式で出演者はカメラアングルを気にせず、のびのび演技ができた。サポーターやプロテクターを仕込んでいるといっても、本気で殴り蹴りすれば、生傷、青あざ、骨折は普通。これらはアクション映画という概念を超越し、限りなくスナッフフィルムに近いツッパリ度胸試し大会と化した。高瀬は「今考えれば那須監督の注文はビジュアル的なもので、それを自分たちは自分たちの方法論で実践した。だから今の高瀬道場があるのは全て『ビー・バップ』での経験があってこそなんです」と述べている。
目立ちたがり屋ばかりで表立ってケンカはしないまでも睨み合いはしょっちゅうだったが、那須は鬼隊長となって、声を嗄（）らして号令を発し、彼らを鍛え上げた。自己顕示欲の強い連中で演技が上達するのも早く、撮影が始まると今までにない経験が楽しいのか、互いに睨み合っていた連中は和気あいあいとなった。危険で難しい撮影をやっていると彼らも悟り、喧嘩をやっている場合じゃないと理解した。結局、プロの現場に残った者はほとんどおらず、みんなカタギになった。高瀬は「賢明な選択だったと思う」と述べている。
ロケ先の地元のツッパリとケンカが危惧されたが、第二作でメイン出演者の一人が地元のツッパリと揉め、さらわれたものの、本作では特にトラブルはなかった、ヒロシ&トオルの先輩・黒木役で出演した本間優二は、那須のドS演出にはまり何十回も同じ芝居を繰り返しやらされイライラ。さすがにブラックエンペラー三代目総長の怒りのオーラは、他の現役不良を震え上がらせた。

#### 鉄橋ダイブ
『ビー・バップ・ハイスクール』を伝説にした鉄橋ダイブは、脚本の那須は「誰のアイデアだったか覚えてない、決定稿には『電車から落ちる』と書いてあった」と話しているが、「最終的に高瀬さんが出来るというからやることになった」と話している。両岸に1本ずつ、真ん中に1本、計3本鉄柱があり、スタントマンがぶつかって電車に巻き込まれたら最期なので、列車の速度を落としてもらい、二本目と三本目の間に、飴ガラスを破って、高瀬道場の瀬木一将と高山瑛光が仲村に蹴られて仰向けで電車から落ちる段取りだった。海に近い場所で本来は満潮に合わせて飛び込む予定だったが、時間が押して干潮に近い時間帯になり、スタント時は腰の高さ程の浅瀬となった。予定では一本目と二本目の間にひとり、二本目と三本目の間でひとり落とす予定だったが、水が引いたら一本目と二本目の間に何本も土留の杭が立っていた。そのため二本目の前後で間髪入れず、時間差でふたりを落とすという凄まじく微妙な作業の敢行を強いられた。高瀬が死角に入って必死のタイミング出しでこれを成功させた。小沢は「こっちは興奮しちゃっているから、とにかくガラスを割りまくるわけよ。それで手が切れてさ、床に垂れた血が滑って困ったんだよ」と話している。

#### ラストシーン
土砂降りの中、ヒロシ&トオルとへび次の戦いは、ワンシーン・ワンカットの撮影で84手あり、何回もやって日が暮れた。「画が繋がらないじゃないかな」と小沢仁志は思ったが、やっているうちに仲村が転がって、へび次の足に乗っかり小沢の骨が折れた。小沢は病院に行ってギプスを付け、東映でラッシュを見てたら那須が「暗いから繋がらないな、明日リテイク！」と言った。小沢は「やる前から分かっとるだろ、それ」と思ったが、那須から「明日リテイク大丈夫か？」と聞かれ、ダメと言えず。暗がりを繋げるため朝一から撮るのかなと思っていたら、翌日は小沢ら戸塚が愛徳を追いかけるシーンからの撮影。小沢はギプスを取って、足の裏にかまぼこ板を付けガムテープをぐるぐる巻きにして撮影した。痛くて靴も履けず、無理して全力疾走すること20回。踏ん張りも効かず止まることもできない。それなのに那須はテストからいちいち「小沢、足が遅い！」と怒鳴る。足がギンギンに痛くて病院に行き注射で痛みを麻痺させて対決シーンのリテイク。また20回も雨を降らせてリハーサル。「本番、よーいスタート！」が聞こえた瞬間、小沢は意識を失った。高瀬にビンタされ、意識は戻ったが以降もほとんど意識がない状態で撮影を続け、バックドロップはやる場所にマットが埋まっていたが、仲村が場所を間違えマットの無いところでバックドロップをやり、小沢は完全に気絶した。監督のOKが出ても小沢が微動だにしないため、高瀬が頬を叩いて蘇生させた。小沢は「今映画を観てもあのときのことはいっさい記憶にない」と話している。

#### 撮影記録
1985年10月10日前後、クランクイン。スタジオ撮影は東映東京撮影所ではなく、にっかつ撮影所。アクション・シーンを担当した高瀬道場は府中刑務所の壁の外側にあり、仲村らは役が決まってクランクインまで毎日、高瀬道場にトレーニングに通った。仲村は当時千葉に住んでいたため片道2時間半以上かかったという。この間、どうやったらカッコよく殴ったり蹴ったりしているように見えるかとか、腹に膝を入れるときは、どこに当てればあまり痛くないか、のような練習を繰り返した。

## ロケ地
- 神奈川県丹沢[48]。
- 静岡鉄道静岡清水線 - 列車内乱闘シーン
- 静岡鉄道静岡清水線・巴川橋梁（新清水駅 - 入江岡駅間）- 列車内から川へのダイビングシーン
- 静岡市（葵区、清水区[50]） - 街中のシーンの一部（JR清水駅構内での撮影も一部含まれる）
- 三和酒造（静岡市清水区） - 泉今日子の家のシーン

## 逸話
- 清水は『ビー・バップ』時代の収入を訊かれ、当時は給料制で給料が月50万円であった（主だった生活費は事務所持ち）。清水曰く「年商は4億ぐらい稼いでいたと思う」と答え、当時はお金にそれほど関心がなかったという[32]。また『ビー・バップ』時代の生活について、飲みに行くとよく不良たちから絡まれて「自分に勝ったら日本一だ」と思っている不良が多かったので日本全国どこに行ってもよく絡まれた（ケンカを売られた）事から付き人（ボディーガード）を10人付けて行動していた[31][32]。

- 仲村は撮影中、にっかつ撮影所の守衛の仮眠室によく4、5人で泊められ、撮影が最後までかかることが多く、部屋に帰るとみんな寝ていたが、ボンド系の臭いがすることが多かったという[29]。仲村はこのデビュー作で「これまで自分がしてきたことの中でダントツに面白い。できれば職業にしたい。でも、食えなくなったら続けちゃダメだと思った」と話している[29]。2012年に出演した蓬莱竜太の作・演出の舞台で、蓬莱から「小学生のとき、『ビー・バップ』を学校中のみんな観に行きたがっていたけど、映画館に怖い中学生がいっぱいいると聞かされ、必ず7、8人で観に行きました」と言われたという[29]。

- 足立紳の2016年の初監督作『14の夜』は、自身が14歳中学三年生だった1987年の田舎のレンタルビデオ店を舞台にしたものだが、お店のテレビに映る映像に大好きな『ビー・バップ』の映像が使えるか東映に頼み、許可を得て『ビー・バップ』の映像を使用している[51]。

## 同時上映
『野蛮人のように』
- 主演 - 薬師丸ひろ子、柴田恭兵
- 監督・脚本 - 川島透

## 作品の評価

### 興行成績
東映洋画系で公開され『野蛮人のように』と合わせ、配収14億円以上を挙げる大ヒット。当初は『野蛮人のように』の併映作と見られていたが、蓋を開けると登場人物に共感を覚える高校生や現役ツッパリら『ビー・バップ』目当ての観客が押し寄せた。特に地方興行では『野蛮人のように』と同等の動員力があったといわれ、この地方で受けているという調査結果がシリーズ化の切っ掛けといわれる。予想を大きく上回る大ヒットで本作公開中にシリーズ化が決定し、二作目以降は本番線（主力劇場）に組み入れられ、メイン作品となり、製作も東映とセントラル・アーツの共同製作になった。以降、1988年の『完結篇』まで全六作が製作され、東映としても「トラック野郎シリーズ」以来のヒットシリーズになった。またセントラル・アーツにとっても初の看板シリーズを得ることになった。黒澤満は、岡田茂東映社長に「ビーバップのヒットで東映が助かった」と言われ泣いたという。

### 二次使用等
パンフレット55万部、ビデオ2万5000本、仲村トオル写真集が10万部売れ、テレビ放映権もTBS（価格不明、放映日は1986年12月30日19:00 - 20:54）に売れた。仲村トオルは東映から久しぶりに誕生したアイドルスターとしてセントラル・アーツの専属となった。

### 受賞歴
- 第4回ゴールデングロス賞優秀銀賞[58]
- 第8回ヨコハマ映画祭 監督賞
- 第41回毎日映画コンクール スポニチグランプリ新人賞（仲村トオル）

### 批評家評
田中千世子は「こんな映画を待っていた。なんたってセクシーだ。喧嘩と恋とツッパリに男を賭けるヒロシとトオルの二人揃った一匹狼が現代の男伊達を小粋にパフォーマンス。ソリを入れた頭に黒のガクランがよく似合う……主演二人の艶やかな若さが魅力だ。出だしこそモタモタするものの漫画でお馴染みの御一堂さんの顔が揃うと、映画は急に勢いづく……マドンナの今日子ちゃん（中山美穂）も嘘っぽさにくるまれてしまいそうなキャラクターをちゃんと生きた少女に作り上げている。ツッパリの順子（宮崎ますみ）もキマッテル……戸塚水産高校との雪辱戦は、蹴るわ、殴るわ、ブッ飛ばすわー血湧き肉躍る、まさに若人の祭典だ……ボルテージが上がりっぱなしでないところが、かつてのヤクザ映画と大きく違っていて、なんたって新しいのである」などと評した。

### 後の作品への影響
『映画秘宝』は「"ヤンキー映画"と呼ぶべき最初の映画は『ビー・バップ・ハイスクール』であり、その後の"ヤンキー映画"のスタイルを完成させた」「ヤンキーたちにスラップスティックの極致をやらせ、喧嘩を優れたアクション・シーンとして見せた点や、淡い恋心を抱くマドンナ（中山美穂）には上手い文句が思いつかないのに、野郎相手にはバーバル・ギャグがポンポン飛び出し、人間関係を通して成長する、ヤンキーならずとも、中坊たち誰もが持っていた男の放課後感覚が飛び出す笑いと感動の娯楽ものとして成立させた」などと評している。本作は旧日活スタッフをメインとして作られた映画であるが、東映伝統の"不良性感度"を復活させ、東映の歴史に於いては「現代アクション・実録路線」の流れにある一本と位置付けられている。大ヒットしたテレビドラマ『スケバン刑事』を1987年から映画シリーズ化し、「ビー・バップ・ハイスクールシリーズ」と共に東映が弱かった"ヤング路線"を支えていくことになった。

## ネット配信
- YouTubeの「東映シアターオンライン」で、2022年12月30日21:00（JST）から2023年1月13日20:59（JST）まで期間限定無料配信が行われている。